# Cikaum Barat
Cikaum Barat is een bestuurslaag in het regentschap Subang van de provincie West-Java, Indonesië. Cikaum Barat telt 3956 inwoners (volkstelling 2010).